# HBO
HBO (англ. Home Box Office) — американская сеть платного телевидения, которая является флагманским активом одноименной материнской компании Home Box Office, Inc, которая является подразделением Warner Bros. Discovery.
HBO — старейший из непрерывно действующих абонентских телевизионных сервисов США, который стал пионером современного платного телевидения после своего запуска 8 ноября 1972 года: он был первым телевизионным сервисом, который напрямую передавался и распространялся на отдельные системы кабельного телевидения, и стал концептуальным образцом «премиум-каналов», продаваемых абонентам за дополнительную ежемесячную плату, которые не показывают традиционную рекламу и представляют свои программы без редактирования нежелательных материалов.

## О канале
HBO (произносится: [эйч-би-оу]) — это подразделение WarnerMedia с 1990 года, осуществляющее вещание по двум телевизионным сетям: HBO и Cinemax. Аудитория HBO в США — более 40 млн подписчиков. Кроме телевещания, HBO предлагает также видео на заказ и другие медиа-услуги. Подразделения HBO и совместные предприятия с её участием вещают более чем в 50 странах мира. Передачи производства HBO (главным образом телесериалы) были закуплены более чем в 150 странах.

## История HBO
Компания Sterling Information Services (более известную как Sterling Manhattan Cable) была основана в 1961-м году. В 1965 году, компания во главе с Чарльзом Доланом получила право на строительство сети кабельного телевидения в районе Нижнего Манхэттена в Нью-Йорке. Она стала первой городской подземной сетью кабельного телевидения в Соединённых Штатах. В том же году 20 процентов активов компании были приобретены корпорацией Time Life (ныне WarnerMedia). В первые шесть лет Sterling Manhattan Cable приносила постоянные убытки, прежде всего из-за стоимости прокладки кабелей, которая достигала 300 тысяч долларов за милю, и ограниченной абонентской базы, к 1971 году составлявшей всего 400 подписчиков. К сентябрю 1973 года компания Time полностью выкупает компанию и переименовывает его в Manhattan Cable Television (сейчас телекоммуникационная компания Time Warner Cable).

### Разработка и запуск канала Home Box Office
Пытаясь сделать Sterling Manhattan Cable прибыльной, в 1971 году Чарльз Долан пришёл к идее платного кабельного телеканала «The Green Channel». Долан представил свою идею управлению Time-Life. Хотя спутниковое распространение казалось только далёкой возможностью в то время, он убедил Time-Life поддержать его. Чтобы оценить, будут ли потребители заинтересованы в подписке на услуги платного телевидения, Time-Life провела исследования в шести городах США. Подавляющее большинство опрошенных выступили против идеи. Позже Time-Life провела тест среди жителей города Аллентаун (штат Пенсильвания), в котором представила новую концепцию платного канала, предлагая бесплатный сервис для первого месяца и возмещение оплаты установки. Половина опрошенных в тесте выразили заинтересованность в приобретении такой услуги. На встрече с участием Долана и руководителей Time-Life были обсуждены названия для новой службы. В конечном счёте они остановились на названии «Home Box Office», хотя название было первоначально рабочим.
Home Box Office начал вещание 8 ноября 1972 года в городе Уилкс-Барре (штат Пенсильвания). Запуск канала Home Box Office прошёл незамеченным в прессе, так как не были приглашены на церемонию ни местные, ни национальные СМИ. Кроме того, сити-менеджер города Уилкс-Барре отклонил предложение принять участие в церемонии запуска. Первой программой, которую показал новый канал, стал фильм «Иногда великая идея» (Sometimes a Great Notion) с участием Пола Ньюмена. Показ прошёл для первых 325 абонентов канала (в память этого события на площади в центре города Уилкс-Барре установлена мемориальная доска). Сразу после фильма канал показал своё первое спортивное мероприятие: игру между Нью-Йорк Рейнджерс и Ванкувер Кэнакс на Мэдисон-Сквер-Гарден. В феврале 1973 года канал впервые показал свою телевизионную программу, которая временно прерывала показ передач по расписанию для данного временного интервала, Pennsylvania Polka Festival. К сентябрю 1973 года число абонентов Home Box Office составляло 8000 абонентов в 14 кабельных системах, все были расположены в штате Пенсильвания. Через два года после начала вещания нового канала HBO приобрела 30 тысяч абонентов. К апрелю 1975 года канал насчитывал уже около 100000 абонентов в штатах Пенсильвания и Нью-Йорк.

### Национальное расширение
В 1974 году руководители Time-Life и Home Box Office, Inc. утвердили план использования геостационарных спутников связи для передачи Home Box Office кабельным провайдерам по всей территории Соединённых Штатов. 30 сентября 1975 года Home Box Office начал спутниковое вещание, став первым телевизионным каналом, который обеспечивал сигнал через спутник. Первой программой стала «Триллер в Маниле» (англ. The Thrilla in Manila), боксёрский поединок между Мохаммедом Али и Джо Фрейзером. С помощью спутника канал начал передавать раздельную программу для Восточной и Тихоокеанской часовых поясов. Канал транслировал свои программы всего девять часов каждый день, с 15:00 до 0:00 утра в течение первых девяти лет. К 1980 году трансляция канала осуществлялась во всех 50 штатах США. Home Box Office стала телевизионной сетью 1 августа 1980 года, когда был запущен второй канал под названием Cinemax, а сам канал Home Box Office стал называться сокращённо HBO. Канал впервые начал работать круглосуточно по выходным в сентябре 1981 года, 28 декабря 1981 года — канал окончательно перешёл на круглосуточное вещание. 22 мая 1983 года канал показал свой первый оригинальный фильм «История Терри Фокса» (The Terry Fox Story) — первый фильм, когда-либо созданный для платного телевидения. В этом же году состоялась премьера первой детской программы HBO «Фрэггл-Рок» (англ. Fraggle Rock). В январе 1986 года HBO стал первым спутниковым платным каналом, который стал шифровать свой сигнал от несанкционированного просмотра. Джон Р. Макдугл из города Окала (штат Флорида) в знак протеста 27 апреля 1986 года, ровно в 0:32 по нью-йоркскому времени в одной из окрестностей Нью-Йорка прервал трансляцию телеканала (показ фильма «Агент Сокол и Снеговик») странным обращением (вертикальные цветные полосы и текст) под псевдонимом «Капитан Полночь». «Вторжение в эфир» продлилось 4-5 минут, после чего эфир возобновился. В 1988 году абонентская база НВО значительно расширилась из-за забастовки Гильдии сценаристов Америки. 2 января 1989 года Home Box Office запускает канал «Spanish Selections from HBO and Cinemax» на испанском языке. Воспользовавшись успехами Home Box Office Time-Life объединила сеть с Warner Communications. В 1991 году сети Home Box Office и Cinemax стали первыми Премиум-сервисами, предложившими мультиплексированные каналы клиентам, были запущены каналы HBO2, HBO3 и Cinemax 2. В 1993 году Home Box Office стал первым в мире телевизионным сервисом, транслируемым в цифровом виде. Шаг оказался успешным, что приводит к запуску дополнительных каналов обеих служб — HBO Family и четырёх каналов сети Cinemax: WMax (теперь MovieMax), Max (в настоящее время MaxLatino), OuterMax и 5StarMax.
В 1990-х годах Home Box Office стал активно производить свои оригинальные программы. В 1999 году Home Box Office стал первым, кто запустил каналы высокой чёткости (HDTV). В июле 2001 года был запущен HBO on Demand, новый канал позволяет клиенту выбирать и смотреть любую программу в любое время.
18 февраля 2010 года запущен интернет-сервис HBO Go. Содержимое на HBO Go включает в себя выпущенные фильмы, а также оригинальные программы, фильмы, комедии, документальные события, спорт сети Home Box Office.
7 апреля 2015 был запущен сервис HBO Now для пользователей персональных компьютеров, смартфонов, планшетных устройств и цифровых медиа-плееров. В отличие от HBO Go не требует телевизионной подписки в использовании и доступен только для клиентов в США.

### Список каналов
Home Box Office предлагает 8 каналов для своих подписчиков на территории США (семь каналов вещают одновременно как в стандартном разрешении, так и в формате высокой чёткости, кроме HBO On Demand).
| Название канала | Описание канала |
| --------------- | --- |
| HBO             | Основной канал. Начал вещание 8 ноября 1972 года. Показывает в эфире: популярные художественные фильмы (новые фильмы показывает через 8-12 месяцев после проката их в кинотеатрах), прямые трансляции бокса и спорта, стенд-ап комедии и концерты, документальные фильмы и мультфильмы. |
| HBO2            | Вторичный канал. Начал вещание в 1991 году (с апреля 1998 года по сентябрь 2002 года — HBO Plus). Имеет отдельную программу вещания. На канале идут повторные трансляции новых фильмов, бокса и сериалов, показанных на основном канале HBO. Также в дневное время канал показывает фильмы с R-рейтингом (основной канал только после 20:00 часов).                                                                                               |
| HBO Comedy      | Начал вещание 6 мая 1999 года. Показывает комедийные фильмы, а также комедийные сериалы. Канал транслирует фильмы с R-рейтингом в дневное время. |
| HBO Family      | Канал предназначен для семейной аудитории. Начал вещание в декабре 1996 года. Показывает фильмы и сериалы, направленные на детей, а также художественные фильмы, предназначенные для семейной аудитории. Каждое утро с 6:00 до 11:00 канал показывает «Jam», направленный на детей дошкольного возраста. До появления канала детские программы транслировались на основном канале (в начале 2000-х годов все программы переехали на новый канал). |
| HBO Latino      | Начал вещание 31 октября 2000 года. Является преемником HBO en Español (первоначально назывался Spanish Selections from HBO and Cinemax), который был запущен в 1989 году. Канал направлен на испаноязычную и латиноамериканскую аудитории. Осуществляет трансляцию на испанском языке программы HBO: фильмы и боксёрские события, сериалы, также показывает сериалы, произведённые HBO Latin America.                                            |
| HBO Signature   | Начал вещание в 1991 году (до октября 1998 года — HBO3). Показывает фильмы, сериалы и события, направленные на женскую аудиторию. |
| HBO Zone        | Начал вещание 6 мая 1999 года. Показывает фильмы, сериалы и события, направленные на аудиторию в возрасте от 18 до 34 лет. Единственный канал Home Box Office, который показывает эротику и порнографические фильмы. |
| HBO on Demand   | Начал работу 1 июля 2001 года. Канал позволяет клиенту выбирать и смотреть любую программу HBO в любое время. |

## Международное вещание
Начиная с 1991 года, HBO активно продвигает свою продукцию в другие страны.
HBO Canada
Заработал 30 октября 2008 года. Вещает одновременно как в стандартном разрешении, так и в формате высокой чёткости. Вещают 2 разных канала. Один принадлежит The Movie Network (принадлежат права на распространение в Восточной Канаде), другой Movie Central (Западная Канада). HBO Canada On Demand (запущен 30 октября 2008 года) доступен для подписчиков как The Movie Network, так и Movie Central. HBO Go доступен только для абонентам The Movie Network (Movie Central оказывает услугу через TV Everywhere).Осуществляет показ оригинальных программ HBO (так и Cinemax), а также канадские программы, права на трансляцию на территории Канады принадлежат The Movie Network и Movie Central. Несколько спортивных программ HBO не показывают, это связано что Home Box Office не имеет международные права на распространение.
Австралия
HBO заключила контракт на распространение своей продукции на территории Австралии с Showcase (принадлежит Foxtel).
Новая Зеландия
HBO заключила контракт на распространение своей продукции на территории страны с телесетью Sky Movies (принадлежит Sky Network Television).
HBO Brazil
Первый канал начал вещать 1 июля 1994 года. Сейчас вещают телеканалы HBO, HBO2, HBO Plus, HBO Family, HBO Signature и HBO HD. Права на распространение продукции принадлежит группе HBO Latin America Group (дочерняя компания Time Warner).
HBO Caribbean
Осуществляет трансляцию продукции HBO на страны Карибского бассейна.
HBO Asia
Осуществляет трансляцию продукции HBO на страны Азиатского региона (Филиппины, Бангладеш, Бруней, Камбоджа, Китай, Гонконг, Индия, Индонезия, Макао, Малайзия, Мальдивы, Монголия, Мьянма, Непал, Пакистан, Палау, Папуа-Новая Гвинея, Сингапур, Южная Корея, Шри-Ланка, Тайвань, Таиланд и Вьетнам). Показывает каналы HBO, HBO Hits, HBO Family, HBO Signature, HBO On Demand и HBO HD.
Sky Atlantic
HBO заключила контракт на распространение своей продукции с британской компанией Sky PLC (телеканал Sky Atlantic) на территории Великобритании, Австрии, Швейцарии, Германии, Ирландии и Италии.
HBO Netherlands
Совместное предприятие Time Warner и Ziggo (оператор кабельного телевидения в Нидерландах). Показывает каналы HBO, HBO2, HBO3 и HBO On Demand. HBO GO также доступен для абонентов.
Франция
HBO заключила контракт на распространение своей продукции на территории Франции с OCS (дочерняя компания Orange S.A) через телеканал OCS City.
HBO Europa
Осуществляет трансляцию продукции HBO на страны: Польша, Чехия, Словакия, Венгрия, Румыния, Болгария, Словения, Босния и Герцеговина, Хорватия, Молдавия, Македония, Черногория и Сербия. Показывает телеканалы HBO, HBO2, HBO3, HBO Comedy, HBO On Demand,HBO HD и HBO HD2 (некоторые телеканалы доступны только некоторым из перечисленных странам, кроме канала HBO, который доступен во всех странах).
HBO Portugal
Начал свою работу 1 сентября 2015 года. Показывает каналы HBO, HBO2, HBO Plus, HBO Family, HBO Signature и HBO On Demand.
HBO Nordic
Осуществляет трансляцию продукции HBO на страны: Швеция, Норвегия, Дания и Финляндия.
HBO Baltics
Осуществляет распространение продукции HBO в Латвии, Эстонии и Литве. Доступен в сетях интерактивного и кабельного телевидения, на мобильных устройствах, а также в смарт-телевидении. Премьерные эпизоды доступны в Латвии не позднее, чем через 24 часа после их выхода в США.
Российская Федерация
В 2012 году ходили слухи о запуске канала на территории Российской Федерации, однако годом позже компания «Амедиа» стала партнёром HBO, транслируя продукцию американской телесети по кабельным каналам «Амедиа-1» и «Амедиа Премиум» (первоначально только для контента HBO) и в онлайн-сервисе Амедиатека.
23 августа 2017 года «Амедиатека» стала Home Of HBO

## Телепродукция HBO
Среди продукции HBO наиболее известны телесериалы. Многие из них стали лауреатами телевизионных премий и получили хвалебную оценку критиков. Так, журнал «Time» пишет, что «HBO специализируется на умных, рискованных сериалах, рассматривающих мрачные стороны американской действительности».
Некоторые из телесериалов производства HBO:
Завершились
- «Байки из склепа»
- «Большая любовь»
- «Братья по оружию» (мини-сериал)
- «В поиске»
- «Винил»
- «Вице-президент»
- «Девчонки»
- «Джон Адамс» (мини-сериал)
- «Дедвуд»
- «Жеребец»
- «Жизнь и приключения Тима» (мультсериал)
- «Игра престолов»
- «Как преуспеть в Америке»
- «Карнавал»
- «Клан Сопрано»
- «Клиент всегда мёртв»
- «Комната 104»
- «Корпорация монстров»
- «Красавцы»
- «Милдред Пирс» (мини-сериал)
- «Мир Дикого запада»
- «Молодой Папа»
- «Настоящая кровь»
- «Новости»
- «Однажды ночью» (мини-сериал)
- «Оставленные»
- «Подпольная империя»
- «Поколение убийц» (мини-сериал)
- «Прослушка»
- «Рим»
- «Секс в большом городе»
- «Смертельно скучающий»
- «Тихий океан» (мини-сериал)
- «Двойка»
- «Тюрьма Оз»
- «Удача»
- «Чернобыль» (мини-сериал)
- «Кремниевая долина»[6]
- «Наследники»

Продолжаются
- «Барри»
- «Белый лотос»
- «Большая маленькая ложь» (мини-сериал)
- «Дом Дракона»
- «Игроки»
- «Кайф с доставкой»
- «Моя гениальная подруга»
- «Настоящий детектив»
- «Развод»
- «Умерь свой энтузиазм»
- «Эйфория»
- «Я могу уничтожить тебя»
- «Одни из нас»

## Бокс на HBO
HBO является одним из двух крупнейших телеканалов, организующих и транслирующих бокс. Главный конкурент HBO — телеканал Showtime.
Команда HBO — телекомментаторы Ларри Мерчант (с середины 2007 года на половине боёв вместо него Макс Келлерман) и Джим Лэмпли, неофициальный судья Харольд Ледерман (до работы на телеканале Ледерман был официальным судьёй боксёрских поединков), а также один приглашённый эксперт (чаще всего — ныне покойный тренер Эмануэль Стюард, бывший абсолютный чемпион в тяжёлом весе Леннокс Льюис и бывший абсолютный чемпион в полутяжёлом весе Рой Джонс). Как правило, ринганнонсером на поединках, организованных HBO, выступает известный глашатай Майкл Баффер, который неизменно произносит свою запатентованную фразу «Let’s get ready to rumble!» (Давайте приготовимся к драке!).
С 1990-х годов топ-поединки стали транслировать по платному телеканалу TVKO. В 2000-х платная версия HBO сменила название на HBO PPV — Pay-per-view. Поединки начинающих боксёров транслирует версия HBO BAD — Boxing After Dark («Бокс по ночам»).
У канала есть личные контракты с успешными боксёрами, такими как Флойд Мейвезер, Оскар Де Ла Хойя, Геннадий Головкин, Леннокс Льюис и другие.
В конце 1980-х контракт с HBO имел Майк Тайсон. В 1991 году Тайсону не понравилась критика в свой адрес со стороны Ларри Мерчанта. Он поставил руководству телеканала ультиматум: «Или Мерчант, или я». Руководство выбрало Мерчанта. Тайсон ушёл с HBO на Showtime.
Очень трудно устраивать поединки между боксёрами, имеющими личный контракт с разными телеканалами. За всю историю бокса было только два случая, когда такие поединки были организованы — Леннокс Льюис против Майка Тайсона в 2002 и Флойд Мейвезер против Мэнни Пакьяо в 2015 году.
Константин Цзю не смог встретиться с рядом достойных соперников, так как имел контрактные обязательства с Showtime, в то время как большая часть серьёзных оппонентов его весовой категории были подписаны на HBO.
Наиболее известные поединки, организованные телеканалом HBO: Флойд Мейвезер — Оскар Де Ла Хойя, Флойд Мейвезер — Заб Джуда, Бернард Хопкинс — Рональд «Уинки» Райт, Бернард Хопкинс — Оскар Де Ла Хойя, Рой Джонс — Бернард Хопкинс.